# Piotrowa
Piotrowa (niem. Petersdorf) – wieś w Polsce położona w województwie opolskim, w powiecie opolskim, w gminie Niemodlin.
W latach 1975–1998 miejscowość administracyjnie należała do ówczesnego województwa opolskiego.

## Historia
Od 1776 r. wieś posiadała pieczęć gminną, na której wizerunku przedstawiono trzy kwiaty dzwonkowatego kształtu, środkowy wyprostowany, boczne pochylone na zewnątrz.